# Виста Вест (Вајоминг)
Виста Вест (енгл. Vista West) насељено је место без административног статуса у америчкој савезној држави Вајоминг.

## Демографија
По попису из 2010. године број становника је 951, што је 57 (-5,7%) становника мање него 2000. године.
| Група             | 2000.       | 2010.       |
| Белци             | 969 (96,1%) | 913 (96,0%) |
| Афроамериканци    | 0 (0,0%)    | 0 (0,0%)    |
| Азијати           | 0 (0,0%)    | 1 (0,1%)    |
| Хиспаноамериканци | 8 (0,8%)    | 18 (1,9%)   |
| Укупно            | 1.008       | 951         |